# 谢爽秋
谢爽秋（1921年—2021年），江西省兴国县良村乡中洲村人。中国共产党高级领导干部。中华人民共和国外交部顾问。

## 生平
1937年留学日本。抗战爆发后随大批在日留学生回国，在南京参加了“中央政治学校特别训练班”。1939年受组织派遣，打入國民政府軍事委員會政治部机关报《扫荡报》工作，历任外勤记者、重庆总社采访部主任、副总编辑。由于其留日背景，通晓日文，长于阅读和译介日语资料，抗战期间为多种期刊撰写日本研究和分析的稿件，包括国际评论和译文等文章类型。珍珠港事件前发表《美日关系的蠡测》一文，主要分析了美日关系，认为日本的南进是美日关系的测量表，指出美日关系的实质，在多方分析的基础上得出结论，认为美日战争不可避免。
1944年6月9日，作为国民党方面的骨干记者，参加了“中外记者西北参观团”共21人访问延安，其中的外籍记者是中国国民党中央宣传部国际宣传处挑选的亲政府或反对共产党的记者：
- 团长：中国国民党中央宣传部外事局副局长謝保樵（广东省南海县人，清华学堂毕业，留美博士，历任北京法政大学、交通大学、北洋大学教授，1928年从政）
- 副团长：中国国民党中央宣传部新闻检查局副局长邓友德
- 外国记者6人：美联社兼美国《基督教科学箴言报》的根瑟·斯坦因（英语：Gunther Stein），美国《时代》杂志兼《纽约时报》兼《同盟劳工新闻》（Allied Labor News）伊斯雷尔·爱泼斯坦，合众社兼伦敦《泰晤士报》哈里森·福尔曼（英语：Harrison Forman），路透社兼多伦多《明星》周刊及《巴尔的摩太阳报》特派记者毛里斯·武道（英语：Maurice Votaw）（国宣处的新闻检查官），美国《天主教信号杂志》兼《中国通讯》的夏南汉（英语：Cormac Shananhan）神甫，塔斯社普罗岑科等。[3]
- 中国记者9人：《中央日報》张文伯（CC分子），中央社记者徐兆庸、杨嘉勇（真实身份不是记者而是中统局专员，1913年生，广东省中山人，金陵大学毕业）[4]，《扫荡报》采访部主任谢爽秋，重庆版《大公报》记者孔昭恺，《时事新报》记者赵炳烺，《国民公报》编辑周本渊，《新民报》主撰赵超构，《商务日报》总编金东平
- 工作人员4人：魏景蒙、陶启湘、张湖生、杨西昆等。

新华社电译人员浦化人（即王养三）任翻译组组长，负责签发外国记者们采写的新闻稿件。1944年6月12日毛泽东接见中外记者参观团时，谢爽秋提问“为着加强团结，中国共产党希望与各方面的是什么？”中外记者参观团在延安前后活动长达1个月，在陕甘宁边区访问达43天。回重庆后，赵超构撰写、出版了十余万字的《延安一月》；斯坦因著《红色中国的挑战》，福尔曼出版了《红色中国的报道》，武道写了《我从陕北回来》(I came from North China)，爱泼斯坦撰有《中国未完成的革命》(The Unfinished Revolution in China)等著作。反对共产党的《中央日報》张文伯写了《陕北归来答客问》，《商务日报》金东平写了《延安见闻录》。在这场中外记者访问延安的舆论宣传斗争中，谢爽秋随时提前向中共党组织反映记者团的参观动向及国民党的反共宣传言论和措施，使中共在这场斗争中，能够应付自如。
1945年抗战胜利后重庆谈判期间，第二次采访毛泽东。
中华人民共和国成立后，在中央人民政府政务院外交部亚洲司任专员，负责对日、朝工作。1954年随同周恩来总理兼外交部长参加日内瓦会议。任中华人民共和国驻越南大使馆首批政务参赞，1954年9月1日下午，在越北太原省丛林中的抗法根据地，中国首任驻越大使罗贵波偕政务参赞谢爽秋等向胡志明递交了国书。1954年10月下旬，随越南政府进驻河内并建馆。参与了1955年中国军事顾问团撤离越南。文化大革命中下放湖南省攸县的“外交部五七干校”。文革结束，任外交部顾问。副部级待遇离休。

## 家人
夫人彭咏静：在外交部政治部工作。